# Maksym Bursak
Maksym Bursak (ur. 3 lipca 1984 w Kijowie) – ukraiński bokser, były mistrz Europy w wadze średniej.

## Kariera zawodowa
Jako zawodowiec zadebiutował 16 czerwca 2004 roku, remisując z Wiaczesławem Kusowem. Do końca 2007 roku stoczył jeszcze 12 wygranych pojedynków, z mniej znanymi rywalami.
19 kwietnia 2008 roku zdobył pas IBF Youth w wadze średniej, pokonując przez TKO w 7 rundzie Mikeila Kutsiszwiliego. Tytuł obronił jeszcze dwukrotnie w 2008 roku, pokonując przed czasem Giovanni De Carolisa i Estebana Ponce.
24 kwietnia 2010 roku zdobył pas WBO Inter-Continental w wadze średniej, pokonując przez TKO w 8 rundzie Niemca Marco Schulza. Tytuł obronił 3krotnie, pokonując Briana Verę, Carlosa Jereza oraz Laatekweia Hammonda.
4 maja 2012 roku zmierzył się z Hassanem N’Damem N’Jikamem o tymczasowe mistrzostwo świata WBO w wadze średniej. Pomimo dzielnej postawy, Bursak przegrał wysoko na punkty (110-118, 110-118, 111-118), doznając pierwszej porażki w karierze.
2 lutego 2013 roku zdobył mistrzostwo Europy w wadze średniej. Jego rywalem był Julien Marie Sainte, którego Bursak pokonał przez TKO w 3 rundzie. Tytuł obronił 13 lipca 2013 r., pokonując bardzo wysoko na punkty Prince’a Arrona. W rocznym podsumowaniu The Ring, Bursak zajął 9. miejsce w kategorii średniej.
Po zwakowaniu tytułu, Bursak zmierzył się 14 lutego z Jarrodem Fletcherem. W walce o międzynarodowy pas WBA,  Bursak przegrał nieznacznie na punkty, tracąc dwukrotnie punkt za faule. Kolejny pojedynek stoczył 21 czerwca 2014 r., przegrywając na punkty z Martinem Murrayem.